# Барвінок (торгова мережа)
«Барві́нок» — колишня західноукраїнська торгова мережа. Загальна кількість магазинів у мережі станом на 2016 рік, становила 37 магазинів. Вони були розташовані у Львівській (24 магазини), Тернопільській (10) та Івано-Франківській (2) областях. Мережа мала однойменну власну торгову марку. Позиціонувалася як недорогий доступний універсальний магазин (дискаунтер) біля дому.
ТзОВ «Торгова мережа «БАРВІНОК» відкрила свій перший магазин у 2001 році, позначивши народження знакового українського бренду роздрібної торгівлі. 
У БАРВІНКУ ми шукаємо нові способи заощаджувати без шкоди для якості.
Саме тому ми пропонуємо Вам продукти найвищої якості за розумною ціною.
У БАРВІНКУ працює надійна, працелюбна та професійна команда працівників. Ми серйозно підходимо до всього, що робимо. Покупці - основа нашої діяльності.
Ми прагнемо бути найкращими. Наша мета - надати нашим клієнтам найвищий рівень обслуговування в поєднанні з найвищою якістю продукції. Ми пропонуємо свіжі продукти світового класу та послуги, які перевершують очікування наших клієнтів.
З початку своєї діяльності «Торгова мережа «БАРВІНОК» розширила своє географічне розповсюдження та налічує зараз 41 магазин зі штатом більше ніж 1 100 працівників.
13 наших магазинів розташовані у Львові. Крім того, ми маємо 12 магазинів у Львівській області, по одному магазину в Івано-Франківській, Волинській та Хмельницькій областях. До того ж, у нас є 13 магазинів у Тернополі.
Барвінок приділяє особливу увагу найвищим стандартам обслуговування клієнтів. Ми є визнаними у всій Західній Україні, як компанія, що розуміє та реагує на потреби наших покупців.
Ми пишаємося тим, що можемо зробити Ваші покупки приємними та незабутніми!

## Історія
Перший магазин у мережі був відкритий в 2001 році. Спочатку мережа входила до групи Інтермаркет, однак через фінансові труднощі в листопаді 2008 була викуплена польським фондом «Abris Capital Partners». Пізніше у мережі відбувалася реорганізація, в найближчі два-три роки кількість магазинів планувалося збільшити до 75. Розвиток мав відбуватися двома шляхами, через органічний розвиток та через злиття і поглинання, купівлю магазинів інших мереж".
В грудні 2015, мережа була продана київській компанії «Євротек».
У 2016 році мережу було куплено компанією АТБ-Маркет. Тоді усі магазини «Барвінок» були реорганізовані на роботу під брендом «АТБ».
У жовтні 2020 року, в місті Дрогобич Львівської області почав роботу магазин «Дивоцін» на заміну мережу магазинів «Барвінок»
У лютому 2021 року, в місті Червоноград Львівської області, в звільненому приміщенні колишнього магазину «Барвінок» на вулиці Шевченка 5б, мережа магазинів «Дивоцін» відкрила свій новий магазин, на заміну колишнього магазину «Барвінок»

## Мережа

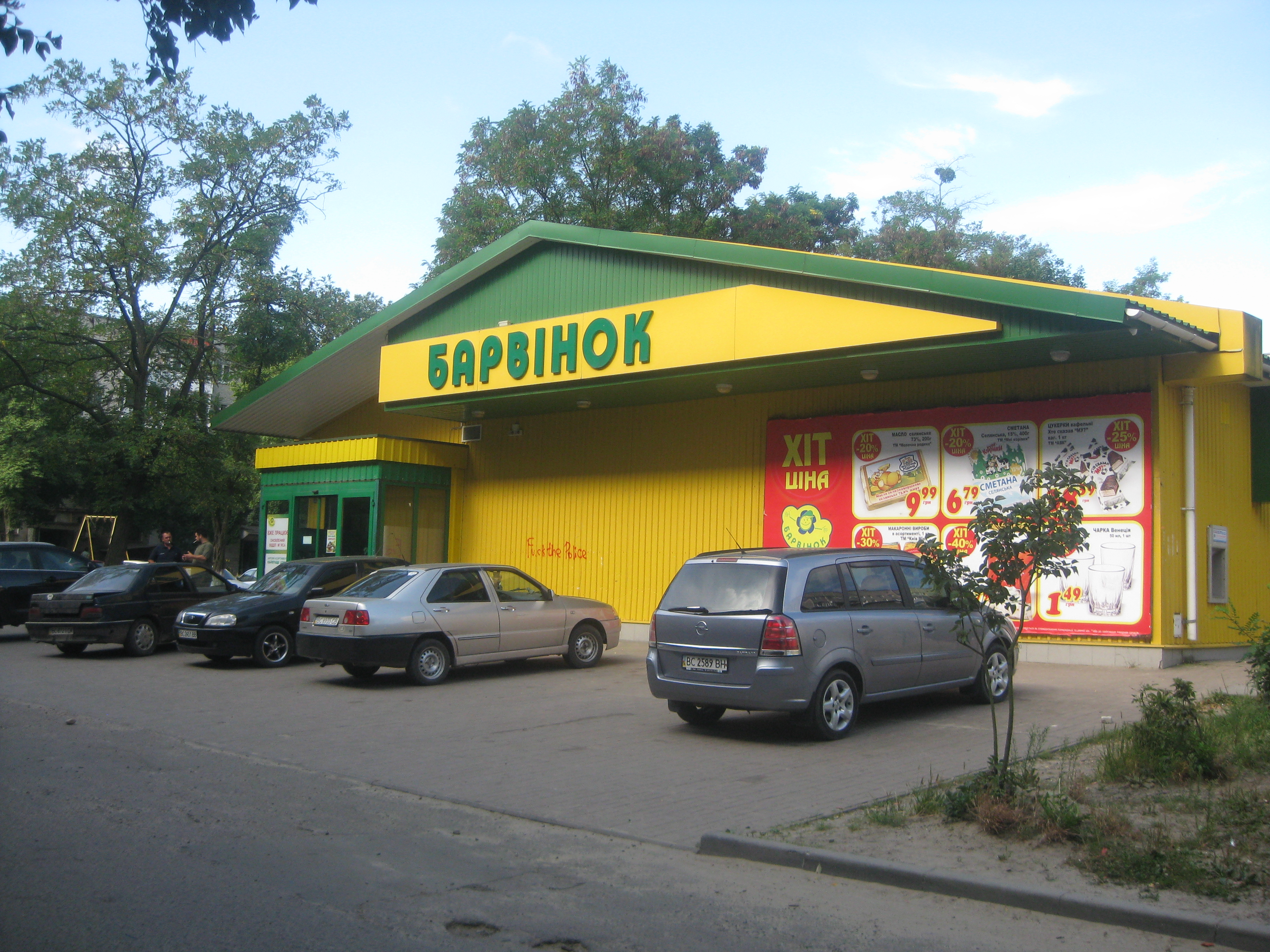
Магазин «Барвінок» в м. Новояворівськ (2013)

Станом на 2018 рік.
| Львівська область - Львів: - вул. Довженка, 5 - вул. Стрийська, 105 - вул. Чигиринська, 11а - пр-т. Червоної Калини, 36 - вул. Хвильового, 27 - вул. Дунайська, 32 - вул. Т.Шевченка, 350д - вул. Стрийська, 51 - Стрий: - вул. Колесси Ф. 55/74 - вул. Саксаганського П. 2/19 - вул. Добрівлянська, 72-а - вул. Коссака Гр. 9/65 - вул. Січових Стрільців 10/127 - пр. Чорновола 2/1 - Червоноград: - вул. Львівська, 19 - вул. Сокальська, 11 - вул. Степана Бандери, 2б - вул. Шевченка, 5б | - Борислав: - вул. Шевченка, 47 - вул. Коваліва, 52г - Городок, вул. Перемишльська, 18 - Самбір, вул. Шевченка 25/7 - Новий Розділ, вул. В. Стуса, 2а - Трускавець, пл. Чорновола, 3 - Пустомити, вул. Грушевського, 34 Тернопільська область - Тернопіль: - вул. Миру, 7 - вул. Бродівська, 6 - вул. Курбаса, 2а - вул. Руська, 5 - вул. ген. Черняховського, 3а - просп. Злуки, 45 - с. Великі Гаї, вул. Галицька 211 Івано-Франківська область - Рогатин: - вул. Угрина Безгрішного, 4 - вул. Галицька, 92 |